# Сто франков «Декарт»
Сто франков Декарт  — французская банкнота, эскиз которой разработан 15 мая 1942 года и выпускалась Банком Франции с 21 июля 1944 года до замены на банкноту сто франков Молодой крестьянин.

## История
Эта банкнота стала первой в серии «Знаменитые люди Франции», хотя формально не относится к ней. Имеет яркие красочные тона, метод печати этой банкноты использовался банком Франции вплоть до введения евро. Она была изъята из обращения и перестала быть законным платежным средством с 4 июня 1945 года.

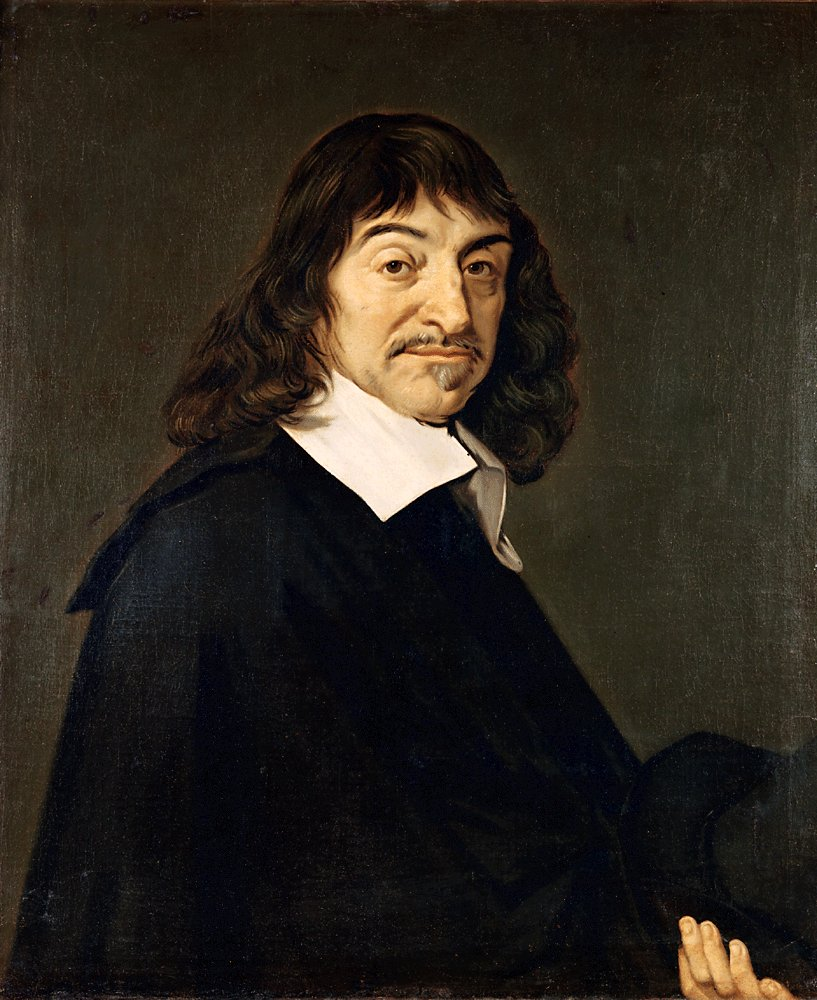
Портрет Рене Декарта

## Описание
Авторами банкноты стали художник Люсьен Йонас и гравёр Эрнест Пьер Делош. Доминирующими цветами банкноты являются красно-коричневый и серо-зеленый.
Аверс — портрет философа Рене Декарта, который сидит в кресле и держит циркуль. В левой части банкноты, расположены песочные часы. На заднем плане, муза держит в руке книгу.
Реверс — крылатая богиня Виктория которая олицетворяет собой мир — слово написано на её щите. Фон банкноты — сельский пейзаж с повозкой, на которой крестьяне везут скошенное сено.
Водяной знак — голова в античном стиле.
Размеры банкноты составляют 160 мм х 92 мм.